# 朗読劇 私の頭の中の消しゴム
『朗読劇 私の頭の中の消しゴム』（ろうどくげき わたしのあたまのなかのけしゴム）は、日本の朗読劇である。テレビドラマ『Pure Soul〜君が僕を忘れても〜』（2001年、読売テレビ制作）を原作とし、同作をリメイクした韓国映画『私の頭の中の消しゴム』（2004年）と同じタイトル名で、定期的に舞台上演されている。

## 概要
タイトル『私の頭の中の消しゴム』は、原作ドラマのヒロインの台詞「私の頭の中には消しゴムがあるの」に由来する。朗読劇版では、2010年より日替わりで男女ペアの俳優陣を迎えて、第1回公演（1st letter）はル・テアトル銀座で、第2回公演（2nd letter）以降は天王洲 銀河劇場で、10th以降は大手町よみうりホールで上演されている。
物語の枠組みはドラマと同じだが、二人が交互に自分の日記を読み上げていくという構成になっている。また、原作ドラマ同様、主人公二人の役名は「薫」「浩介」であり、日本が舞台となっている。
2025年5月。16回の再演にてfinal letterと銘打ち、15年の上演史に幕を閉じた。

## あらすじ
詳細は「Pure Soul〜君が僕を忘れても〜」「私の頭の中の消しゴム」を参照。

## 日程・キャスト
| 公演日                                                                                   | 浩介役                   | 薫役                     | 劇場 |
| ---------------------------------------------------------------------------------------- | ------------------------ | ------------------------ | --- |
| 1st letter（2010年5月26日 - 6月6日）                                                     |                          |                          | |
| 5月26日 / 5月28日                                                                        | 関智一                   | 佐田真由美               | ル・テアトル銀座 |
| 5月27日 / 5月29日                                                                        | 山本芳樹（Studio Life）  | 神田沙也加               | ル・テアトル銀座 |
| 5月29日 / 6月1日                                                                         | 泉見洋平                 | 内山理名                 | ル・テアトル銀座 |
| 5月30日 / 5月31日                                                                        | 中川晃教                 | 坂本真綾                 | ル・テアトル銀座 |
| 5月30日 / 6月1日                                                                         | 崎本大海                 | 鈴木亜美                 | ル・テアトル銀座 |
| 6月2日 / 6月4日                                                                          | 中河内雅貴               | 佐津川愛美               | ル・テアトル銀座 |
| 6月3日 / 6月5日                                                                          | 貴水博之                 | 知念里奈                 | ル・テアトル銀座 |
| 6月5日 / 6月6日                                                                          | 忍成修吾                 | 村川絵梨                 | ル・テアトル銀座 |
| 2nd letter（2010年9月8日 - 19日）                                                        |                          |                          | |
| 9月8日 / 11日 / 12日                                                                     | 別所哲也                 | 紫吹淳                   | 天王洲 銀河劇場 |
| 9月8日 / 15日 / 19日                                                                     | 加藤和樹                 | 芦名星                   | 天王洲 銀河劇場 |
| 9月9日 / 14日 / 18日                                                                     | 植原卓也                 | 倉科カナ                 | 天王洲 銀河劇場 |
| 9月9日 / 10日 / 12日                                                                     | 佐藤祐基                 | 菊地美香                 | 天王洲 銀河劇場 |
| 9月10日 / 11日 / 16日                                                                    | 佐々木喜英               | 高橋愛（モーニング娘。） | 天王洲 銀河劇場 |
| 9月13日 / 14日 / 17日                                                                    | 藤岡正明                 | 岡本玲                   | 天王洲 銀河劇場 |
| 9月13日 / 15日 / 18日                                                                    | 川村陽介                 | 木南晴夏                 | 天王洲 銀河劇場 |
| 9月16日 / 17日 / 19日                                                                    | 溝端淳平                 | 笹本玲奈                 | 天王洲 銀河劇場 |
| 3rd letter（2011年5月1日 - 8日）                                                         |                          |                          | |
| 5月1日 / 4日                                                                             | 桐山漣                   | 黒川智花                 | 天王洲 銀河劇場 |
| 5月1日 / 7日                                                                             | 福山潤                   | 佐津川愛美               | 天王洲 銀河劇場 |
| 5月2日 / 8日                                                                             | 別所哲也                 | 坂本真綾                 | 天王洲 銀河劇場 |
| 5月3日 / 4日                                                                             | 新納慎也                 | 白羽ゆり                 | 天王洲 銀河劇場 |
| 5月3日 / 5日                                                                             | 佐々木喜英               | 菊地美香                 | 天王洲 銀河劇場 |
| 5月5日 / 8日                                                                             | 吉野圭吾                 | 紫吹淳                   | 天王洲 銀河劇場 |
| 5月6日 / 7日                                                                             | 中川晃教                 | 村川絵梨                 | 天王洲 銀河劇場 |
| NTTドコモpresentsプレミアムシアター「朗読劇 私の頭の中の消しゴム」（2012年3月5日 - 6日） |                          |                          | |
| 3月5日                                                                                   | 佐々木喜英               | 菊地美香                 | 名鉄ホール |
| 3月6日                                                                                   | 別所哲也                 | 坂本真綾                 | 名鉄ホール |
| 4th letter（2012年5月2日 - 7日）                                                         |                          |                          | |
| 5月2日 / 3日                                                                             | 米倉利紀                 | 馬渕英俚可               | 天王洲 銀河劇場 |
| 5月2日 / 7日                                                                             | 中河内雅貴               | 平山あや                 | 天王洲 銀河劇場 |
| 5月2日 / 5日                                                                             | 鈴村健一                 | 知念里奈                 | 天王洲 銀河劇場 |
| 5月3日 / 4日                                                                             | 福士誠治                 | 安倍なつみ               | 天王洲 銀河劇場 |
| 5月4日 / 6日                                                                             | 鈴木亮平                 | 沢城みゆき               | 天王洲 銀河劇場 |
| 5月5日 / 6日                                                                             | 福山潤                   | 市川由衣                 | 天王洲 銀河劇場 |
| 「朗読劇 私の頭の中の消しゴム」in Osaka（2012年7月14日 - 15日）                          |                          |                          | |
| 7月14日                                                                                  | 加藤和樹                 | 新垣里沙                 | 梅田芸術劇場（シアター・ドラマシティ）                                                                                    |
| 7月14日 / 15日                                                                           | 別所哲也                 | 坂本真綾                 | 梅田芸術劇場（シアター・ドラマシティ）                                                                                    |
| 7月15日                                                                                  | 佐々木喜英               | 安倍なつみ               | 梅田芸術劇場（シアター・ドラマシティ）                                                                                    |
| 5th letter（2013年6月5日 - 16日）                                                        |                          |                          | |
| 6月5日 / 8日                                                                             | 早乙女太一               | 佐津川愛美               | 天王洲 銀河劇場 |
| 6月7日 / 16日                                                                            | 鍵本輝                   | 小清水亜美               | 天王洲 銀河劇場 |
| 6月8日 / 15日                                                                            | 福山潤                   | 原田夏希                 | 天王洲 銀河劇場 |
| 6月9日 / 11日                                                                            | 米倉利紀                 | 増田有華                 | 天王洲 銀河劇場 |
| 6月9日 / 10日                                                                            | 梶裕貴                   | 白羽ゆり                 | 天王洲 銀河劇場 |
| 6月10日 / 12日                                                                           | 武田航平                 | 高橋愛                   | 天王洲 銀河劇場 |
| 6月11日 / 14日                                                                           | 岸尾だいすけ             | 貴城けい                 | 天王洲 銀河劇場 |
| 6月12日 / 13日                                                                           | 久保田悠来               | 市川由衣                 | 天王洲 銀河劇場 |
| 6月13日 / 14日                                                                           | KYOHEI（Honey L Days）   | 新垣里沙                 | 天王洲 銀河劇場 |
| 6月15日 / 16日                                                                           | 別所哲也                 | 茅原実里                 | 天王洲 銀河劇場 |
| 6th letter（2014年5月31日 - 6月8日）                                                     |                          |                          | |
| 5月31日 / 6月1日                                                                         | 高橋光臣                 | 昆夏美                   | 天王洲 銀河劇場 |
| 5月31日 / 6月7日                                                                         | 小野大輔                 | 市川由衣                 | 天王洲 銀河劇場 |
| 6月1日 / 8日                                                                             | 田代万里生               | 沢城みゆき               | 天王洲 銀河劇場 |
| 6月1日 / 8日                                                                             | 福山潤                   | 山口紗弥加               | 天王洲 銀河劇場 |
| 6月2日 / 6日                                                                             | 東山光明（Honey L Days） | 高垣彩陽                 | 天王洲 銀河劇場 |
| 6月2日 / 3日                                                                             | 伊礼彼方                 | 高柳明音（SKE48）        | 天王洲 銀河劇場 |
| 6月5日 / 7日                                                                             | 松田凌                   | 小島藤子                 | 天王洲 銀河劇場 |
| 7th letter（2015年4月28日 - 5月6日）                                                     |                          |                          | |
| 4月28日 / 5月2日                                                                         | 鈴木拡樹                 | 竹達彩奈                 | 天王洲 銀河劇場 |
| 4月29日 / 5月4日                                                                         | 日野聡                   | 愛原実花                 | 天王洲 銀河劇場 |
| 4月29日 / 5月1日                                                                         | 加藤和樹                 | 安倍なつみ               | 天王洲 銀河劇場 |
| 4月30日 / 5月1日                                                                         | 山口大地                 | 小清水亜美               | 天王洲 銀河劇場 |
| 4月30日 / 5月5日                                                                         | 廣瀬智紀                 | 増田有華                 | 天王洲 銀河劇場 |
| 5月2日 / 3日                                                                             | 下野紘                   | 藤澤恵麻                 | 天王洲 銀河劇場 |
| 5月3日 / 4日                                                                             | 大貫勇輔                 | 高垣彩陽                 | 天王洲 銀河劇場 |
| 5月5日 / 6日                                                                             | 玉城裕規                 | 岡本玲                   | 天王洲 銀河劇場 |
| 8th letter（2016年4月27日 - 5月8日）                                                     |                          |                          | |
| 4月27日 / 28日                                                                           | 平間壮一                 | 和音美桜                 | 天王洲 銀河劇場 |
| 4月28日 / 5月3日                                                                         | 前田公輝                 | 徳井青空                 | 天王洲 銀河劇場 |
| 4月29日 / 5月3日                                                                         | 矢崎広                   | 三倉茉奈                 | 天王洲 銀河劇場 |
| 4月29日 / 5月2日                                                                         | 竜星涼                   | 真野恵里菜               | 天王洲 銀河劇場 |
| 4月30日 / 5月1日                                                                         | 染谷俊之                 | 近野成美                 | 天王洲 銀河劇場 |
| 4月30日 / 5月5日                                                                         | 福山潤                   | 田中美里                 | 天王洲 銀河劇場 |
| 5月1日 / 8日                                                                             | 相葉裕樹                 | 日笠陽子                 | 天王洲 銀河劇場 |
| 5月5日 / 7日                                                                             | 廣瀬智紀                 | 入来茉里                 | 天王洲 銀河劇場 |
| 5月6日 / 7日                                                                             | 小林豊                   | 佐野ひなこ               | 天王洲 銀河劇場 |
| 9th letter（2017年8月16日 - 8月20日）                                                    |                          |                          | |
| 8月16日 / 19日                                                                           | 福山潤                   | 佐津川愛美               | サンシャイン劇場 |
| 8月17日 / 20日                                                                           | 小関裕太                 | 飯豊まりえ               | サンシャイン劇場 |
| 8月17日 / 20日                                                                           | 横浜流星                 | 高月彩良                 | サンシャイン劇場 |
| 8月18日 / 19日                                                                           | 良知真次                 | 芹澤優                   | サンシャイン劇場 |
| 8月18日 / 19日                                                                           | 高崎翔太                 | 高垣彩陽                 | サンシャイン劇場 |
| 10th letter（2018年4月27日 - 5月13日）                                                   |                          |                          | |
| 4月27日 / 29日                                                                           | 宮崎秋人                 | 芹澤優                   | よみうり大手町ホール（4月27日 - 5月6日） サンケイホールブリーゼ（5月12日 - 5月13日）                                      |
| 4月28日                                                                                  | 梅原裕一郎               | 武田玲奈                 | よみうり大手町ホール（4月27日 - 5月6日） サンケイホールブリーゼ（5月12日 - 5月13日）                                      |
| 4月28日 / 29日                                                                           | 橋本淳                   | 高垣彩陽                 | よみうり大手町ホール（4月27日 - 5月6日） サンケイホールブリーゼ（5月12日 - 5月13日）                                      |
| 4月29日 / 5月4日                                                                         | 福山潤                   | 市川由衣                 | よみうり大手町ホール（4月27日 - 5月6日） サンケイホールブリーゼ（5月12日 - 5月13日）                                      |
| 4月30日                                                                                  | 佐藤寛太                 | 山谷花純                 | よみうり大手町ホール（4月27日 - 5月6日） サンケイホールブリーゼ（5月12日 - 5月13日）                                      |
| 5月1日 / 13日                                                                            | 加藤和樹                 | 村川絵梨                 | よみうり大手町ホール（4月27日 - 5月6日） サンケイホールブリーゼ（5月12日 - 5月13日）                                      |
| 5月2日 / 12日                                                                            | 黒羽麻璃央               | 高月彩良                 | よみうり大手町ホール（4月27日 - 5月6日） サンケイホールブリーゼ（5月12日 - 5月13日）                                      |
| 5月2日 / 3日                                                                             | 鈴木拡樹                 | 増田有華                 | よみうり大手町ホール（4月27日 - 5月6日） サンケイホールブリーゼ（5月12日 - 5月13日）                                      |
| 5月3日 / 6日                                                                             | 日野聡                   | 愛加あゆ                 | よみうり大手町ホール（4月27日 - 5月6日） サンケイホールブリーゼ（5月12日 - 5月13日）                                      |
| 5月4日 / 5日                                                                             | 別所哲也                 | 紫吹淳                   | よみうり大手町ホール（4月27日 - 5月6日） サンケイホールブリーゼ（5月12日 - 5月13日）                                      |
| 5月6日                                                                                   | 梶裕貴                   | 飯豊まりえ               | よみうり大手町ホール（4月27日 - 5月6日） サンケイホールブリーゼ（5月12日 - 5月13日）                                      |
| 5月12日                                                                                  | 宮崎秋人                 | 愛加あゆ                 | よみうり大手町ホール（4月27日 - 5月6日） サンケイホールブリーゼ（5月12日 - 5月13日）                                      |
| 11th letter（2019年6月5日 - 6月13日）                                                    |                          |                          | |
| 6月5日 / 7日                                                                             | 村田充                   | 神田沙也加               | よみうり大手町ホール |
| 6月6日 / 12日                                                                            | 伊東健人                 | 生駒里奈                 | よみうり大手町ホール |
| 6月8日 / 9日                                                                             | 廣瀬智紀                 | 戸松遥                   | よみうり大手町ホール |
| 6月8日 / 11日                                                                            | 梶裕貴                   | 市川由衣                 | よみうり大手町ホール |
| 6月8日 / 11日                                                                            | 福山潤                   | 剛力彩芽                 | よみうり大手町ホール |
| 6月9日 / 13日                                                                            | 水田航生                 | 佐藤聡美                 | よみうり大手町ホール |
| 6月12日 / 13日                                                                           | 村井良大                 | 伊波杏樹                 | よみうり大手町ホール |
| 【中止】12th letter（2020年4月28日 - 5月4日）                                            |                          |                          | |
| 4月28日 / 5月2日                                                                         | 福山潤                   | 星野真里                 | よみうり大手町ホール ※新型コロナウイルス感染症の拡大に伴い全公演中止                                                      |
| 5月2日 / 4日                                                                             | 北村諒                   | 夏川椎菜                 | よみうり大手町ホール ※新型コロナウイルス感染症の拡大に伴い全公演中止                                                      |
| 5月2日 / 3日                                                                             | 梶裕貴                   | 葵わかな                 | よみうり大手町ホール ※新型コロナウイルス感染症の拡大に伴い全公演中止                                                      |
| Special Letter（音声配信）（2020年5月2日 - 5月15日）                                     |                          |                          | |
| 5月2日                                                                                   | 梶裕貴                   | 高垣彩陽                 | ニコニコ動画 ※中止された上記イベントの代替配信                                                                            |
| 5月5日                                                                                   | 福山潤                   | 愛加あゆ                 | ニコニコ動画 ※中止された上記イベントの代替配信                                                                            |
| 5月8日                                                                                   | 加藤和樹                 | 生駒里奈                 | ニコニコ動画 ※中止された上記イベントの代替配信                                                                            |
| 5月15日                                                                                  | 廣瀬智紀                 | 竹達彩奈                 | ニコニコ動画 ※中止された上記イベントの代替配信                                                                            |
| 【中止】12th letter（2021年4月29日 - 5月9日）                                            |                          |                          | |
| 4月29日 / 5月2日                                                                         | 長谷川純                 | 高垣彩陽                 | よみうり大手町ホール（4月29日 - 5月4日） 大阪ABCホール（5月7日 - 5月9日） ※新型コロナウイルス感染症の拡大に伴い全公演中止 |
| 4月29日 / 5月1日 / 8日                                                                   | 福山潤                   | 星野真里                 | よみうり大手町ホール（4月29日 - 5月4日） 大阪ABCホール（5月7日 - 5月9日） ※新型コロナウイルス感染症の拡大に伴い全公演中止 |
| 4月30日 / 5月2日                                                                         | 白石隼也                 | 竹達彩奈                 | よみうり大手町ホール（4月29日 - 5月4日） 大阪ABCホール（5月7日 - 5月9日） ※新型コロナウイルス感染症の拡大に伴い全公演中止 |
| 4月30日 / 5月1日                                                                         | 水田航生                 | 浅川梨奈                 | よみうり大手町ホール（4月29日 - 5月4日） 大阪ABCホール（5月7日 - 5月9日） ※新型コロナウイルス感染症の拡大に伴い全公演中止 |
| 5月1日 / 2日 / 8日 / 9日                                                                 | 猪塚健太                 | 安野希世乃               | よみうり大手町ホール（4月29日 - 5月4日） 大阪ABCホール（5月7日 - 5月9日） ※新型コロナウイルス感染症の拡大に伴い全公演中止 |
| 5月3日（2回）                                                                            | 梶裕貴                   | 谷村美月                 | よみうり大手町ホール（4月29日 - 5月4日） 大阪ABCホール（5月7日 - 5月9日） ※新型コロナウイルス感染症の拡大に伴い全公演中止 |
| 5月3日 / 5日                                                                             | 中島ヨシキ               | 前島亜美                 | よみうり大手町ホール（4月29日 - 5月4日） 大阪ABCホール（5月7日 - 5月9日） ※新型コロナウイルス感染症の拡大に伴い全公演中止 |
| 5月4日（2回） / 9日                                                                      | 廣瀬智紀                 | 美山加恋                 | よみうり大手町ホール（4月29日 - 5月4日） 大阪ABCホール（5月7日 - 5月9日） ※新型コロナウイルス感染症の拡大に伴い全公演中止 |
| 5月7日 / 8日                                                                             | 水田航生                 | 谷村美月                 | よみうり大手町ホール（4月29日 - 5月4日） 大阪ABCホール（5月7日 - 5月9日） ※新型コロナウイルス感染症の拡大に伴い全公演中止 |
| 12th letter（オンライン配信）（2021年4月30日 - 5月3日）                                  |                          |                          | |
| 4月30日                                                                                  | 廣瀬智紀                 | 美山加恋                 | ※中止された上記イベントの代替配信 映像を伴い正式な12期扱い                                                                |
| 5月1日                                                                                   | 水田航生                 | 浅川梨奈                 | ※中止された上記イベントの代替配信 映像を伴い正式な12期扱い                                                                |
| 5月1日                                                                                   | 猪塚健太                 | 安野希世乃               | ※中止された上記イベントの代替配信 映像を伴い正式な12期扱い                                                                |
| 5月1日                                                                                   | 福山潤                   | 星野真里                 | ※中止された上記イベントの代替配信 映像を伴い正式な12期扱い                                                                |
| 5月2日                                                                                   | 白石隼也                 | 竹達彩奈                 | ※中止された上記イベントの代替配信 映像を伴い正式な12期扱い                                                                |
| 5月2日                                                                                   | 長谷川純                 | 高垣彩陽                 | ※中止された上記イベントの代替配信 映像を伴い正式な12期扱い                                                                |
| 5月3日                                                                                   | 中島ヨシキ               | 前島亜美                 | ※中止された上記イベントの代替配信 映像を伴い正式な12期扱い                                                                |
| 5月3日                                                                                   | 梶裕貴                   | 谷村美月                 | ※中止された上記イベントの代替配信 映像を伴い正式な12期扱い                                                                |
| 13th letter（2022年7月26日 - 31日）                                                      |                          |                          | |
| 7月26日 / 27日                                                                           | 中村隼人                 | 朝夏まなと               | よみうり大手町ホール |
| 7月27日 / 28日                                                                           | 安井謙太郎               | 大原優乃                 | よみうり大手町ホール |
| 7月28日 / 31日                                                                           | 福山潤                   | 中越典子                 | よみうり大手町ホール |
| 7月29日（2回）                                                                           | 多和田任益               | 前島亜美                 | よみうり大手町ホール |
| 7月30日（2回）                                                                           | 神尾晋一郎               | 佐藤仁美                 | よみうり大手町ホール |
| 7月30日 / 31日                                                                           | 水田航生                 | 宮澤佐江                 | よみうり大手町ホール |
| 14th letter（2023年4月29日 - 5月7日）                                                    |                          |                          | |
| 4月29日（2回）                                                                           | 福澤侑                   | 清水理沙                 | よみうり大手町ホール |
| 4月30日 / 5月6日                                                                         | 福山潤                   | 西内まりや               | よみうり大手町ホール |
| 4月30日                                                                                  | 伊東健人                 | 古畑奈和                 | よみうり大手町ホール |
| 5月1日（2回）                                                                            | 中尾暢樹                 | 綾凰華                   | よみうり大手町ホール |
| 5月2日                                                                                   | 安井謙太郎               | 佐藤聡美                 | よみうり大手町ホール |
| 5月3日                                                                                   | 村井良大                 | 芹澤優                   | よみうり大手町ホール |
| 5月4日（2回）                                                                            | 相葉裕樹                 | 高垣彩陽                 | よみうり大手町ホール |
| 5月5日                                                                                   | 塩野瑛久                 | 高月彩良                 | よみうり大手町ホール |
| 5月7日                                                                                   | 斉藤壮馬                 | 剛力彩芽                 | よみうり大手町ホール |
| 15th letter（2024年4月10日 - 4月18日）                                                   |                          |                          | |
| 4月10日                                                                                  | 多和田任益               | 山口乃々華               | よみうり大手町ホール |
| 4月11日                                                                                  | 横山だいすけ             | 小泉萌香                 | よみうり大手町ホール |
| 4月11日 / 14日                                                                           | 福山潤                   | 佐藤仁美                 | よみうり大手町ホール |
| 4月12日 / 13日                                                                           | 小森隼                   | 大野いと                 | よみうり大手町ホール |
| 4月13日                                                                                  | 浅利陽介                 | 東山奈央                 | よみうり大手町ホール |
| 4月14日                                                                                  | 富本惣昭                 | 安済知佳                 | よみうり大手町ホール |
| 4月16日（2回）                                                                           | 伊東健人                 | 伊藤理々杏               | よみうり大手町ホール |
| 4月17日                                                                                  | 大崎捺希                 | 八木ましろ               | よみうり大手町ホール |
| 4月17日                                                                                  | 古屋敬多                 | 佐藤日向                 | よみうり大手町ホール |
| 4月18日                                                                                  | 荒井敦史                 | 野本ほたる               | よみうり大手町ホール |
| Final Letter（2025年5月1日 - 5月6日）                                                    |                          |                          | |
| 5月1日 / 5月4日                                                                          | 福山潤                   | 佐津川愛美               | よみうり大手町ホール |
| 5月2日 / 5月6日                                                                          | 藤原樹                   | 中別府葵                 | よみうり大手町ホール |
| 5月2日                                                                                   | 加藤和樹                 | 沢城みゆき               | よみうり大手町ホール |
| 5月3日                                                                                   | 和田雅成                 | 伊藤理々杏               | よみうり大手町ホール |
| 5月4日                                                                                   | 西山宏太朗               | 礒部花凜                 | よみうり大手町ホール |
| 5月5日                                                                                   | 伊東健人                 | 山口乃々華               | よみうり大手町ホール |
| 5月5日                                                                                   | 村井良大                 | 綾凰華                   | よみうり大手町ホール |
| 5月6日                                                                                   | 浅沼晋太郎               | 小泉萌香                 | よみうり大手町ホール |

## スタッフ
- 原作：「Pure Soul〜君が僕を忘れても〜」（よみうりテレビ、2001年制作）
- 脚本・演出：岡本貴也
- 製作：ドリームプラス
- 企画・プロデュース：木村元子
- プロデューサー：中西研二（2nd~8th）、東圭介（4th）他
- 音楽：五十嵐宏治
- 美術：木村文洋（~8th）、中根聡子（9th~）
- 照明：藤田典子
- 音響：楠瀬ゆず子
- 舞台監督：小野貴巳（~8th）
- 写真：カツヲ（~8th）
- 歌：MITSUAKI
- テーマソング：Honey L Days「the meaning of that happiness」(avex trax)、Honey L Days「思い出にできないって 思い知らされてんだ」(avex trax)
- 主催：ドリームプラス、TBS（2nd）、ぴあ（3rd-）、銀河劇場（3rd-8th）、よみうりテレビ（8th~）

## 書籍
2011年4月22日に主婦の友社より戯曲本が出版された。著者は岡本貴也（ISBN 978-4-07-277581-3）。